# Liste der Kulturdenkmale in Fléron
Dies ist eine Liste der Kulturdenkmale in der belgischen Gemeinde Fléron.

## Liste
| Bezeichnung | Baujahr/Architekt | Teilgemeinde | Adresse                            | Koordinaten                 | Objekt-Nr.?       | Bild |
| --- | ----------------- | ------------ | ---------------------------------- | --------------------------- | ----------------- | --- |
| Giebel und Dächer der Gebäude Heid des Chenes n°s 38 und 40, mit Ausnahme der letzten Nebengebäude an dem Nordgiebel und dem Hauptgebäude                               |                   |              |                                    | 50° 37′ 29″ N, 5° 40′ 42″ O | 62038-CLT-0004-01 | |
| Orgel der Kirche Saint-Denis mit Plattform und Geländer |                   |              | Fléron                             | 50° 37′ 20″ N, 5° 41′ 1″ O  | 62038-CLT-0005-01 | |
| Salon im Erdgeschoss der Rue Heid-des-Chênes n° 8 (Teil links des Hauptgebäudes), darunter Wandmalereien, Holzverkleidungen, Kamin, und die Tür aus dem 18. Jahrhundert |                   |              | Rue Heid-des-Chênes n° 6-8, Fléron | 50° 37′ 22″ N, 5° 40′ 58″ O | 62038-CLT-0006-01 | |
| Gesamtheit der Kirche Sainte-Julienne (Exterieur und Interieur, einschließlich der Dekoration und Möbel)                                                                |                   |              | Voie des Chanoines n°12            | 50° 38′ 3″ N, 5° 41′ 58″ O  | 62038-CLT-0009-01 | Gesamtheit der Kirche Sainte-Julienne (Exterieur und Interieur, einschließlich der Dekoration und Möbel) |
| Der Platz Heid des Chênes |                   |              |                                    | 50° 37′ 39″ N, 5° 40′ 55″ O | 62038-CLT-0010-01 | |